# Odontocera rugicollis
Odontocera rugicollis là một loài bọ cánh cứng trong họ Cerambycidae.